# Still (Peter Sinfield)
| Recensione | Giudizio |
| ---------- | -------- |
| AllMusic   |          |

Still è il primo (ed unico) album solista di Peter Sinfield, ex-paroliere dei King Crimson, pubblicato dalla Manticore nel 1973. 
All'epoca Sinfield era coinvolto con gli EL&P e Greg Lake ha assistito con la voce, mentre gli altri ex-componenti dei King Crimson hanno fornito assistenza.
La copertina raffigura The Big Friend dell'artista tedesco Sulamith Wülfing.

## Tracce
Tutti i testi sono di Peter Sinfield.

### Lato A
1. The Song of the Sea Goat (basato sul tema dal Concerto per liuto in Re minore di Vivaldi) – 6:07 (musica: Antonio Vivaldi – arr. Peter Sinfield e Phil Jump)
2. Under the Sky – 4:21 (musica: Ian McDonald)
3. Will It Be You – 2:42 (musica: Alan Mennie, Peter Sinfield, Phil Jump, Richard Brunton)
4. Wholefood Boogie – 3:38 (musica: Alan Mennie, Peter Sinfield, Phil Jump, Richard Brunton)
5. Still – 4:48 (musica: Alan Mennie, Peter Sinfield, Phil Jump, Richard Brunton)

### Lato B
1. Envelopes of Yesterday – 6:20 (musica: Peter Sinfield)
2. The Piper – 2:51 (musica: Peter Sinfield)
3. A House of Hopes and Dreams – 4:09 (musica: Peter Sinfield)
4. The Night People – 7:54 (musica: Mel Collins, Peter Sinfield, Phil Jump, Richard Brunton)

## Musicisti

### Formazione
- Peter Sinfield – voce, chitarra 12 corde, sintetizzatore, disegno copertina
- Greg Lake – voce, chitarra elettrica, produttore esecutivo, missaggio
- W. G. Snuffy Walden – chitarra elettrica
- Keith Christmas – chitarra
- Richard Brunton – chitarra
- B. J. Cole – chitarra "steel"
- Boz Burrell – basso
- John Wetton – basso
- Steve Dolan – basso
- Keith Tippett – piano in The Song of the Sea Goat
- Tim Hinkley – piano acustico ed elettrico
- Brian Flowers – sintetizzatore
- Phil Jump – glockenspiel, tastiere, organo Hammond, piano acustico ed elettrico, sintetizzatore
- Mel Collins – flauto contralto e basso, sax contralto, tenore e baritono, celesta, arrangiamenti, produttore esecutivo, missaggio
- Don Honeywell – sax baritono in The Night People
- Robin Miller – corno inglese
- Greg Bowen – tromba
- Stan Roderick – tromba
- Chris Pyne – trombone
- Ian Wallace – batteria
- Alan "Min" Mennie – batteria, percussioni

### Tecnici
- Mel Collins – produttore esecutivo, assistente al missaggio
- Greg Lake – produttore esecutivo per le voci, missaggio
- Andy e Ray Hendriksen, Phil Lever, Peter Gallen – ingegnere del suono